# Daniel S. Earhart

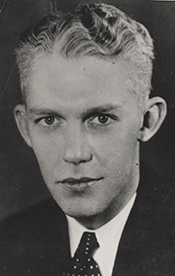
Daniel S. Earhart

Daniel Scofield Earhart (* 28. Mai 1907 in Columbus, Ohio; † 2. Januar 1976 ebenda) war ein US-amerikanischer Politiker der Demokratischen Partei. Von 1936 bis 1937 war er Mitglied des Repräsentantenhauses der Vereinigten Staaten für den 23. Kongressdistrikt des Bundesstaates Ohio.

## Biografie
Daniel Scofield Earhart wurde in der Hauptstadt von Ohio, Columbus, geboren. Er besuchte dort die öffentlichen allgemeinbildenden Schulen. An der Ohio State University besuchte er zunächst die Ingenieurschule. 1928 schloss er sein Jura-Studium ebenda ab. Im selben Jahr wurde er als Rechtsanwalt zugelassen und eröffnete eine Anwaltskanzlei in Columbus. 
Als Kandidat der Demokratischen Partei wurde er als Nachfolger des verstorbenen Charles V. Truax für den 23. Distrikt von Ohio ins US-Repräsentantenhaus gewählt. Sein Mandat trat er am 3. November 1936 an. Er schied bereits zwei Monate später wieder aus dem Kongress aus. Bei den Kongresswahlen 1936 hatte er sich nicht aufstellen lassen. Nach seinem Ausscheiden aus dem Kongress ging er wieder zurück in seinen Heimatstaat, um wieder als Anwalt tätig sein zu können. 1941 trat er in die United States Army Air Forces ein. Dort diente er bis 1953, zuletzt als Major. Bis zu seinem Tod 1976 war er wieder als Anwalt in Columbus tätig, wo er auch starb. Seine Leiche wurde eingeäschert und auf dem Green Lawn Cemetery beigesetzt.